# Pallo–Tyysterniemi
Pallo–Tyysterniemi est le quartier  numéro 4 de Lappeenranta, en Finlande,.

## Présentation
Le quartier est formé des sections Pallo située en bordure de la baie de Pallonlahti et de  Tyysterniemi,.